# Hermine Braunsteiner
Hermine Braunsteiner, także Hermine Braunsteiner-Ryan (ur. 16 lipca 1919 w Wiedniu, zm. 19 kwietnia 1999 w Bochum) – austriacka nadzorczyni SS (SS-Aufseherin) w niemieckich obozach koncentracyjnych i zbrodniarka wojenna, skazana w trzecim procesie załogi Majdanka za selekcję i współudział w mordowaniu więźniów.

## Życiorys
Pochodziła z katolickiej rodziny o surowych zasadach. W latach 30. po ukończeniu szkoły pracowała w gospodarstwie. Udała się też w celach zarobkowych do Holandii oraz Anglii. Po nieudanych staraniach, aby dostać się do szkoły pielęgniarskiej skierowano ją w 1938 (po Anschlussie Austrii) do berlińskiej fabryki amunicji. Szukając źródła lepszych zarobków ubiegała się o stanowisko nadzorczyni (SS-Aufseherin) w obozie w Ravensbrück. Trafiła tam w 1939 i szybko awansowała w hierarchii obozowej (w 1941 roku kierowała już magazynem z odzieżą).
16 października 1942 przeniesiono ją do obozu w Majdanku, gdzie pełniła służbę jako kierowniczka kancelarii obozu oraz asystentka SS-Lagerführerin (kierowniczki obozu dla kobiet) Elsy Ehrich, gdzie dała się poznać jako wyjątkowo sadystyczna nadzorczyni. Budziła strach wśród więźniarek, zadeptała na śmierć wiele więzionych kobiet. Z tego powodu więźniarki nazywały ją „Kobyłą” (z Majdanka) lub Tratującą Klaczą. W styczniu 1943 awansowała na raportową (Raportführerin), a następnie na zastępczynię starszej nadzorczyni. Przyjmowała apele, wyznaczała komanda pracy, a za swoją pracę otrzymała Wojenny Krzyż Zasługi Drugiej Klasy. W powojennym przesłuchaniu utrzymywała, że z 15 miesięcy, podczas których pełniła służbę w Majdanku, przez osiem z nich nie była obecna z powodu choroby. Jednakże kilkudziesięciu świadków w trzecim procesie załogi Majdanka stwierdziło, iż Braunsteiner nie tylko przystosowała się bez objawów niechęci do roli nadzorczyni, lecz również była aktywna.
W styczniu 1944 została przeniesiona ponownie do Ravensbrück, gdzie ustanowiono ją kierowniczką podobozu w Genthin. Następnie w maju 1945 uciekła przed ofensywą Armii Czerwonej do Austrii. W 1946 została aresztowana i przez dwa lata była internowana. 22 listopada 1949 wiedeński sąd skazał ją na trzy lata więzienia o zaostrzonym rygorze, jednak już w kwietniu 1950 wyszła na wolność (zaliczono jej odbywany dotąd areszt tymczasowy).
W 1958 roku wyemigrowała wraz z żołnierzem armii amerykańskiej do Kanady, wyszła za niego za mąż (przyjmując nazwisko Ryan), z której po krótkim pobycie przeniosła się do USA i osiadła w nowojorskiej dzielnicy Queens. O swojej pracy w obozach koncentracyjnych nie opowiadała ani swojemu mężowi ani amerykańskim urzędnikom. W 1963 roku otrzymała amerykańskie obywatelstwo. Rok później została wyśledzona przez Szymona Wiesenthala, który zwrócił uwagę władzom amerykańskim na jej przeszłość.
W 1964 rozpoczęto procedurę pozbawienia jej obywatelstwa amerykańskiego. Udało się to dopiero w 1971 tylko dlatego, że w swoim wniosku o naturalizację zataiła trzyletnią karę więzienia. Hermine Ryan-Braunsteiner, po przedstawieniu jej tego faktu, zrezygnowała z amerykańskiego obywatelstwa z mocą wsteczną. Została tym samym bezpaństwowcem. W 1973  aresztowano ją w USA. Następnie władze USA wydały ją Republice Federalnej Niemiec. Tam z obawy przed ucieczką została umieszczona w areszcie. W 1976 wyszła na wolność za kaucją. W tych latach na świadka w prowadzonym przeciw Braunsteiner postępowaniu powołana została przez władze USA była polska więźniarka, Danuta Brzosko-Mędryk.
W październiku 1975 stanęła przed niemieckim sądem w Düsseldorfie w trzecim procesie załogi Majdanka. Oskarżona została o popełnienie wspólnie morderstwa w 1181 przypadkach oraz o pomocnictwo w morderstwie w 705 przypadkach. Przed sądem nie okazała głębszych uczuć ani skruchy. Istnieją przekazy, iż podczas rozprawy rozwiązywała nawet krzyżówkę. Umniejszała swoją rolę, nazywając siebie „małym trybem w maszynie”. W czasie trwania procesu została w 1976 roku zwolniona za kaucją z aresztu tymczasowego, w 1978 trafiła tam ponownie w związku z próbami zastraszenia świadka oraz zachodzącym niebezpieczeństwem ucieczki. W toku procesu załamywała się kilkakrotnie, w swoim ostatnim słowie powiedziała: „nie zabiłam żadnego człowieka”. Sąd uznał ją winną w trzech z dziewięciu punktach oskarżenia: selekcji i zamordowania 80 ludzi, „Akcji Dzieci” (Kinderaktion) i pomocnictwa do morderstwa w 102 przypadkach, uczestnictwa w selekcji i współudział w zamordowaniu 1000 więźniów. W pozostałych sześciu punktach oskarżenia dowody okazały się niewystarczające. 30 maja 1981 została skazana na karę dożywotniego więzienia. Tym samym był to najwyższy wymiar kary wymierzony w trzecim procesie załogi Majdanka.
Odbywała karę w więzieniu dla kobiet w Mühlheim. W 1996 roku w wieku 77 lat została ułaskawiona ze względu na zły stan zdrowia (cukrzyca) przez ówczesnego premiera landu Nadrenia Północna-Westfalia Johannesa Raua (późniejszego prezydenta Niemiec). Zmarła 19 kwietnia 1999 roku w Bochum.
Przypuszcza się, iż zachowanie Braunsteiner-Ryan podczas procesu oraz jej historia było pierwowzorem lub inspiracją dla postaci głównej bohaterki powieści „Lektor” Bernharda Schlinka. Autor zaprzecza jednak, iż Braunsteiner była wzorem bohaterki Hanny w jego książce.
Na podstawie wydarzeń z procesu w Stanach Zjednoczonych w 1972 roku, cztery lata później powstał film produkcji polskiej pt. Zagrożenie.